# Виїмкове поле
Виїмкове (виймальне) поле, (рос. выемочное поле, англ. panel mine section, mining extracted area, нім. Abbaufeld n) — частина пласта в межах поверху, яку розробляють із застосуванням дільничних (проміжних) бремсберґів, скатів, квершлаґів. Розмір поля по простяганню на пологих пластах — 750…1500 м, на інших — 350…500 м.

## Загальна характеристика
Розробка пластів корисних копалин здійснюється на один дільничний бремсберґ, квершлаґ, скат або похил (рідко).
Розрізняють виїмкові поля:
- двокрилі — бремсберґ (похил, скат), розташований посередині виїмкового поля, а очисні роботи ведуться з обох боків від нього;
- однокрилі — бремсберґ (похил, скат), розташований на межі виїмкового поля.

При розробці пологих пластів на виїмкові поля поділяються поверхи, що складаються з двох і більше підповерхів. При розробці крутих пластів виїмкове поле, як правило — частина поверху, розташована між двома дільничними (проміжними) квершлаґами, що проводяться через кожні 100—400 м за простяганням. Розміри виїмкових полів визначаються з розрахунку забезпечення мінімуму експлуатаційних витрат на 1 т видобутої корисної копалини; змінюються від декількох сотень метрів до 1,2 км (за простяганням) і від декількох десятків метрів до 0,5 км (за падінням).

## Крило виїмкового поля
Крило виїмкового (виймального) поля (рос. крыло выемочного поля, англ. wing of panel mine section, wing of mining extracted area, нім. Bauflügel m, Abbaufeldflügel m) — частина двокрилого виїмкового поля, розташована з одного боку від підготовчих виробок, що підготовляють це поле — бремсберґу, похилу, проміжного квершлаґу.

## Підготовка виймального поля
ПІДГОТОВКА ВИЇМКОВОГО (ВИЙМАЛЬНОГО, ВИЙМАНОГО) ПОЛЯ (рос. подготовка выемочного поля, англ. preparation of a mine section, нім. Vorbereitung f des Abbaufeldes) — * 1) Роботи по проведенню та обладнанню усіх підготовчих виробок у виїмковому полі, починаючи з дільничних бремсберґів або похилів та закінчуючи розрізними печами. П.в.п. — частина підготовки шахтного поля, що здійснюється після проведення транспортного і вентиляційного штреків мінімум на довжину одного виїмкового поля по простяганню. У випадку відробки пласта або покладу лавами, що рухаються за підняттям-падінням, підготовка виїмкового поля полягає в проведенні і обладнанні потрібної кількості похилих виїмкових виробок і розрізних просіків.
- 2) Роботи по проведенню та обладнанню усіх підготовчих виробок в ярусі, панелі, з проходженням і обладнанням ярусних штреків та розрізних печей.